# Kanton Aizenay
Der Kanton Aizenay ist seit 2015 ein französischer Wahlkreis im Arrondissement La Roche-sur-Yon, im Département Vendée und in der Region Pays de la Loire; sein Hauptort (chef-lieu) ist Aizenay.

## Geschichte
Von 1790 bis 1801 gab es bereits einen Kanton Aizenay. Dieser bestand aus den Gemeinden Aizeny und Venansault. Der heutige Kanton Aizenay entstand bei der Neueinteilung der französischen Kantone im Jahr 2015. Seine Gemeinden kommen aus den ehemaligen Kantonen Le Poiré-sur-Vie (alle 8 Gemeinden) und Rocheservière (alle 6 Gemeinden).

## Lage
Der Kanton liegt im Norden des Départements Vendée und ragt im Norden in das Département Loire-Atlantique hinein.

## Gemeinden
Der Kanton besteht aus elf Gemeinden mit insgesamt 49.270 Einwohnern (Stand: 1. Januar 2022) auf einer Gesamtfläche von 469,81 km²:
| Gemeinde                  | Einwohner 1. Januar 2022 | Fläche km² | Dichte Einw./km² | Code INSEE | Postleitzahl |
| ------------------------- | ------------------------ | ---------- | ---------------- | ---------- | ------------ |
| Aizenay                   | 10.218                   | 81,06      | 126              | 85003      | 85190        |
| Beaufou                   | 1.654                    | 29,06      | 57               | 85015      | 85170        |
| Bellevigny                | 6.239                    | 38,52      | 162              | 85019      | 85170        |
| L’Herbergement            | 3.437                    | 16,75      | 205              | 85108      | 85260        |
| La Genétouze              | 1.963                    | 13,12      | 150              | 85098      | 85190        |
| Le Poiré-sur-Vie          | 8.637                    | 71,90      | 120              | 85178      | 85170        |
| Les Lucs-sur-Boulogne     | 3.671                    | 53,15      | 69               | 85129      | 85170        |
| Montréverd                | 3.833                    | 48,47      | 79               | 85197      | 85260        |
| Rocheservière             | 3.571                    | 28,15      | 127              | 85190      | 85620        |
| Saint-Denis-la-Chevasse   | 2.425                    | 39,47      | 61               | 85208      | 85170        |
| Saint-Philbert-de-Bouaine | 3.622                    | 50,16      | 72               | 85262      | 85660        |
| Kanton Aizenay            | 49.270                   | 469,81     | 105              | 8501       | –            |

## Veränderungen im Gemeindebestand seit der landesweiten Neuordnung der Kantone
2016:
- Fusion Belleville-sur-Vie und Saligny → Bellevigny
- Fusion Mormaison, Saint-André-Treize-Voies und Saint-Sulpice-le-Verdon → Montréverd

## Politik
Bereits im 1. Wahlgang am 22. März 2015 gewann das Gespann Mireille Hermouet (DVD)/Alain Lebœuf (UMP/LR) gegen drei andere Kandidatenpaare mit einem Stimmenanteil von 52,76 % (Wahlbeteiligung:54,67 %)
| Vertreter im Departementrat des Départements | Vertreter im Departementrat des Départements | Vertreter im Departementrat des Départements |
| Amtszeit                                     | Name                                         | Partei                                       |
| -------------------------------------------- | -------------------------------------------- | -------------------------------------------- |
| 2015–                                        | Mireille Hermouet Alain Lebœuf               | DVD UMP                                      |